# Закон про місцеве самоврядування 1972 року
Закон про місцеве самоврядування 1972 року (c. 70) — це акт парламенту Сполученого Королівства, який реформував місцеве самоврядування в Англії та Уельсі 1 квітня 1974 року. Це був один із найважливіших актів парламенту, прийнятих урядом Гіта в 1970–74 роках. Його модель дворівневої столичної та неметрополітичної окружних і окружних рад продовжує використовуватися сьогодні в значній частині Англії, хоча столичні окружні ради були скасовані в 1986 році, а окружні та окружні ради були замінені унітарними органами влади в багатьох областях з 1990-х років. В Уельсі також Закон встановив подібну структуру графств і округів, але з тих пір вони були повністю замінені системою унітарних органів влади. У 1973 році відбулися вибори нової влади, яка до моменту передачі виконувала роль «тіньової влади». Вибори до рад графств відбулися 12 квітня, до столичних округів і округів Уельсу — 10 травня, а до рад округів, що не є метрополією, — 7 червня.

## Англія

### Передумови
Виборні ради графств були вперше створені в Англії та Уельсі в 1888 році, охоплюючи території, відомі як адміністративні графства. Деякі великі міста, відомі як округи, були політично незалежними від округів, у яких вони фізично розташовані. Повіти були дворівневими, з багатьма муніципальними районами, міськими округами та сільськими округами всередині них, кожен із своєю радою.
Окрім створення нових округів, найбільш суттєвою зміною з 1899 року (і заснування столичних районів у Лондонському графстві) було заснування у 1965 році Великого Лондона та його тридцяти двох районів Лондона, які охоплюють набагато більшу територію. ніж попереднє графство Лондон. У 1958 році була створена комісія місцевого самоврядування в Англії для перегляду механізмів місцевого самоврядування по всій країні та внесла деякі зміни, такі як об’єднання двох пар невеликих адміністративних округів у Гантінгдон і Пітерборо, Кембриджшир та острів Елі та створення кількох суміжних округів. повітові райони в Чорній країні. Однак більшість рекомендацій комісії, як-от її пропозиції скасувати Ратленд або реорганізувати Тайнсайд, були проігноровані на користь статус-кво.

### Біла книга та законопроект
Пропозиції нового уряду щодо Англії були представлені в Білій книзі, опублікованій у лютому 1971 року. Біла книга суттєво скоротила метрополії та запропонувала дворівневу структуру для решти країни. Багато з нових меж, запропонованих у звіті Редкліффа-Мода, були збережені в Білій книзі. Пропозиції значною мірою ґрунтувалися на ідеях Асоціації рад округу, Асоціації міських районних рад та Асоціації сільських районних рад.
Біла книга окреслила принципи, включно з прийняттям мінімальної кількості населення в 250 000 для органів управління освітою в звіті Редкліффа-Мода, а також висновки про те, що розподіл функцій між містом і селом був шкідливим, але деякі функції краще виконувалися меншими одиниць. У Білій книзі вказано пропонований розподіл функцій між округами та округами, а також запропоновано мінімальну чисельність населення округів у 40 000 осіб. Уряд мав на меті представити законопроект на сесії парламенту 1971/72 р. для виборів у 1973 р., щоб нова влада могла почати виконувати свої повноваження 1 квітня 1974 р. У Білій книзі не було жодних зобов’язань щодо регіонального чи провінційного уряду, оскільки консервативний уряд вважав за краще дочекатися звіту Комісії Кроутера.
Пропозиції були суттєво змінені з внесенням законопроекту до парламенту в листопаді 1971 року:
- Зона 4 (Клівленд) мала б межу з зоною 2 (Тайн і Вір), відрізаючи зону 3 (Дарем) від узбережжя. Сіхем і Ізінгтон мали бути частиною району Сандерленд.
- Хамберсайд не існував у Білій книзі. Іст-Райдинг був поділений на зону 5 (Північний Йоркшир) і зону 8 (Східний Йоркшир). Грімсбі та Північний Ліндсі мали бути частиною зони 22 (Лінкольншир).
- Харрогіт і Нерсборо були включені до округу 6b (Лідс)
- Дронфілд у Дербіширі був включений до округу 7c (Шеффілд)
- Територія 9 (Камбрія) на цьому етапі не включала сільський округ Седберг із Йоркшира
- Територія 10 (Ланкашир) включала більше парафій із Західного райдингу Йоркширу, ніж було врешті включено
- Зона 11 (Мерсісайд) не включала Саутпорт, але включала Елсмір-Порт і Нестон
- Зона 12 (Великий Манчестер) втратила New Mills і Whaley Bridge (буде зі Стокпортом) і Glossop (буде в Tameside )
- Сільський округ Сейсдон, який утворював вузький півострів Стаффордшир, що пролягав між районами графства Шропшир і Блек Кантрі, спочатку мав бути поділений на три частини: район Вулвергемптон (15а), район 16 (Шропшир) і район 17 (Вустершир).
- Halesowen став би частиною округу 15d (Сандвелл), а не 15c (Дадлі)
- Округ 15f (Соліхалл) включав би частину району округу Бірмінгем, а також парафії зі Стратфорда на сільському окрузі Ейвон
- Область 18 (Ворікшир) включала б кілька парафій із сільського округу Давентрі в Нортгемптонширі
- Зона 20 (Ноттінгемшир) включатиме Лонг-Ітон із Дербіширу
- Зона 26 (Ейвон) охоплює більшу територію, включаючи Фрома
- Зона 31 (Норфолк) охоплювала велику територію Східного Саффолку, включаючи Бекклс, Бунгай, Хейлсворт, Лоустофт, Саутволд, Лотінгленд і Уейнфорд.
- Територія 33 (Оксфордшир) включає Бреклі та сільський округ Бреклі з Нортгемптонширу
- Територія 39 (Беркшир), що включає Генлі-он-Темз і сільський округ Генлі з Оксфордширу
- Зона 40 (Суррей), що включає Олдершот, Фарнборо, Фліт і територію від Гемпшира

Основними змінами, внесеними до законопроекту під час проходження парламентом, були:
- перейменування Малвернширу в Херефорд і Вустер (також пропонувалась назва «Віверн»)[9]
- перейменування Тіссайда на Клівленд, виключення Вітбі[10]
- перейменування Tyneside на Tyne and Wear[11]
- видалення Seaham з Tyne and Wear, зберігаючи його в графстві Durham [11]
- видалення Скелмерсдейла та Голландії з Мерсісайду[6] – вони мали бути частиною незалежного району Саутпорт, перш ніж Саутпорт було включено до Мерсісайду
- виключення Колчестера та області з Саффолку, що зберігається в Ессексі[12][13]
- виключення Ньюмаркета та Хаверхілла з Кембриджширу, зберігається в Саффолку (незважаючи на протести Ньюмаркет UDC, який був радий бачити перехід міста до Кембриджширу)[14][11][15]
- збереження незалежності острова Вайт від Гемпшира[16]
- додавши частину сільського округу Лотінгленд від Саффолка до Норфолка.

У опублікованому законопроекті кордон Дорсет/Гемпшир проходив між Крайстчерчем і Лімінгтоном. 6 липня 1972 року урядова поправка додала Лімінгтон до Дорсета, що призвело до того, що вся агломерація Борнмута була в одному окрузі (хоча саме місто в Лімінгтоні не є частиною забудованої території, район був великим і містить села, які роблять). Палата лордів скасувала цю поправку у вересні, і уряд втратив дивізіон 81 проти 65/ У жовтні уряд знову підняв це питання, запропонувавши внести поправку, щоб західну частину району Лімінгтон віднести до Дорсета. Поправка була відкликана.
Було створено ще два столичних округи, ніж було передбачено спочатку в законопроекті:
- Спочатку планувалося, що Рочдейл і Бері сформують єдиний округ (який місцевий депутат Майкл Фідлер назвав «Ботчдейл»)[20]. Рочдейл взяв Міддлтона з Олдема в якості компенсації[21].
- Ноуслі спочатку не планувався, і був утворений із західної частини запланованого району Сент-Хеленс[13].

Після ухвалення Закон включав би Чарлвуд і Хорлі в Західному Сассексі разом з аеропортом Гатвік. Це було скасовано Актом Чарлвуда і Хорлі 1974 року, прийнятим безпосередньо перед тим, як Закон набув чинності. Чарлвуд став частиною району Моул- Веллі, а Горлі — частиною Рейгейт і Банстед. Аеропорт Гатвік все-таки перевели.

## Уельс
В Уельсі фон був суттєво іншим. Комісія Редкліффа-Мода не розглядала Уельс, який був предметом пропозицій Уельського офісу в 1960-х роках. Біла книга була опублікована в 1967 році на тему Уельсу, заснована на висновках звіту 1962 року Комісії місцевого уряду Уельсу. Біла книга пропонувала п'ять округів і тридцять шість округів. Округи Свонсі, Кардіфф і Ньюпорт будуть збережені, але невеликий район Мертір -Тідфіл стане округом. Запропоновані округи були такими.
- Дайфед – Західний Уельс – Кардіганшир, Кармартеншир, Пембрукшир
- Гламорган – Південний Уельс
- Гвент – Південно-Східний Уельс – Монмутшир (також включаючи долину Рімні від Гламоргана)
- Гвінед – Північний Уельс – Англсі, Кернарвоншир, Денбігшир, Флінтшир, Меріонетшир
- Повіс – Середній Уельс – Монтгомеришир, Радноршир, Бреконшир

## Акт

### Повна назва закону
|  | An Act to make provision with respect to local government and the functions of local authorities in England and Wales; to amend Part II of the Transport Act 1968; to confer rights of appeal in respect of decisions relating to licences under the Home Counties (Music and Dancing) Licensing Act 1926; to make further provision with respect to magistrates' courts committees; to abolish certain inferior courts of record; and for connected purposes. |

Після багатьох коментарів пропозиції були внесені до парламенту як законопроект про місцеве самоврядування невдовзі після початку сесії 1971–1972 років.
У Палаті громад він пройшов через Постійний комітет D, який обговорював законопроект на 51 засіданні з 25 листопада 1971 року по 20 березня 1972 року.
Закон скасував попередні існуючі структури місцевого самоврядування та повсюдно створив дворівневу систему повітів і округів. Деякі з нових округів були призначені столичними округами, замість них містилися столичні округи. Розподіл функцій відрізнявся між метрополією та неметрополіями (так звані «графства графства») – наприклад, освіта та соціальні послуги належали до сфери відповідальності графств, а в метрополіях – округам. Розподіл повноважень в Уельсі був дещо іншим, ніж в Англії, оскільки в Англії бібліотеки належали до сфери відповідальності графства, але в Уельсі округи могли самі обирати, щоб стати бібліотечними органами. Один із ключових принципів полягав у тому, що органам управління освітою (неметрополісних округів і столичних округів) для того, щоб бути життєздатними, потрібне населення у 250 000 осіб.
Хоча система називалася дворівневою, вона насправді була трирівневою, оскільки зберігала цивільні парафіяльні ради, хоча в Уельсі вони були перейменовані на громадські ради. Всередині районів панувала певна непослідовність. Наприклад, в окрузі Велвін Гетфілд у графстві Хартфордшир, який охоплював Велвін Гарден Сіті, Гетфілд і Олд Велвін, Гетфілд зберіг цивільну парафіяльну раду, свою «міську раду», яка могла діяти одноосібно в деяких питаннях, таких як побратимство міст, тоді як Велвін Гарден Сіті це зробив. ні і тому не мав окремого представництва.

## Нові райони місцевого самоврядування
Акт визначив склад і назви англійських і валлійських графств, а також склад столичних і валлійських округів. Він не вказував ні назв округів, ні, власне, кордонів неметрополісних округів в Англії – вони були визначені Статутним інструментом після ухвалення Акту. Комісія з визначення кордонів, передбачена Законом, уже почала роботу над поділом Англії на округи, поки законопроект ще проходив через парламент.
В Англії було 45 графств і 296 округів, в Уельсі — 8 і 37. Шість англійських графств були визначені столичними графствами. Нові англійські графства чітко базувалися на традиційних графствах, хоча й з кількома суттєвими змінами. Проте 13 історичних графств Уельсу були повністю залишені для адміністративних цілей, а 8 нових було створено.
В Англії до прийняття Закону було 1086 сільських і міських округів (включаючи райони, що не належать до графств) і 79 округів. Кількість округів скоротилася приблизно в чотири рази. Більшість нових округів були групами цілих територій колишніх округів, хоча 64 сільські округи були розділені між новими округами, і було одинадцять міських округів або районів, територія яких була розділена між новими округами: округ Тісайд, муніципальний район Вітлі-Бей, міський округ Ештон-ін-Макерфілд, міський округ Біллінг і Вінстенлі, міський округ Голборн, міський округ Лейкс, міський округ Квінсбері та Шелф, міський округ Рамсботтом, міський округ Сітон-Веллі, міський округ Террок і міський округ Тертон.

### Англія

#### Метропольні графства
| Метропольні графства | Існуючий географічний округ або підрозділ | Райони графства                                           | Інші частини                           |
| -------------------- | ----------------------------------------- | --------------------------------------------------------- | -------------------------------------- |
| Великий Манчестер    | Чешир                                     | Стокпорт                                                  | міський північно-східний Чешир         |
| Великий Манчестер    | Ланкашир                                  | Бері, Болтон, Манчестер, Олдем, Рочдейл, Солфорд, Віган   | міський південно-східний Ланкашир      |
| Великий Манчестер    | Йоркшир, Вест-Райдинг                     | Міський округ Седдлворт                                   |                                        |
| Мерсісайд            | Чешир                                     | Беркенхед, Волласі                                        | більша частина півострова Віррал       |
| Мерсісайд            | Ланкашир                                  | Бутл, Ліверпуль, Сент-Хеленс, Саутпорт                    | міський південно-західний Ланкашир     |
| Південний Йоркшир    | Йоркшир, Вест-Райдинг                     | Барнслі, Донкастер, Шеффілд, Ротерхем                     | південний Вест-Райдинг                 |
| Південний Йоркшир    | Ноттінгемшир                              | немає                                                     | Фіннінглі                              |
| Тайн і Вір           | Дарем                                     | Гейтсхед, Саут Шилдс, Сандерленд                          | міський північно-східний Дарем         |
| Тайн і Вір           | Нортумберленд                             | Тайнмут, Ньюкасл-апон-Тайн                                | міський південно-східний Нортумберленд |
| Вест-Мідлендс        | Стаффордшир                               | Дадлі, Волсолл, Вест Бромвіч, Вулвергемптон               | Олдрідж-Браунхіллз                     |
| Вест-Мідлендс        | Уорікшир                                  | Бірмінгем, Ковентрі, Соліхал                              | Саттон Колдфілд, Меріден Геп           |
| Вест-Мідлендс        | Вустершир                                 | Уорлі                                                     | Хейлсоуен і Стоурбрідж                 |
| Західний Йоркшир     | Йоркшир, Вест-Райдинг                     | Бредфорд, Дьюсбері, Галіфакс, Гаддерсфілд, Лідс, Вейкфілд | західний Вест-Райдинг Йоркшира         |

#### Метропольні округи
| Метропольне графство | Метропольний округ | Округи графства       | Інші частини |
| -------------------- | ------------------ | --------------------- | --- |
| Великий Манчестер    | Bury               | Bury                  | Прествіч, Редкліфф, Рамсботтом (частина), Тоттінгтон, Вайтфілд (Ланкашир) |
| Великий Манчестер    | Болтон             | Болтон                | Блекрод, Фарнворт, Горвіч, Кірслі, Літтл Левер, Тертон (частина), Вестотон (Ланкашир) |
| Великий Манчестер    | Манчестер          | Манчестер             | Кільцева дорога з сільського округу Баклоу (Чешир) |
| Великий Манчестер    | Олдам              | Олдам                 | Чаддертон, Шоу і Кромптон, Фейлсворт, Ліс і Ройтон (Ланкашир); Седдлворт (Вест Райдинг) |
| Великий Манчестер    | Рочдейл            | Рочдейл               | Гейвуд, Літтлборо, Міддлтон, Мілнроу та Уордл (Ланкашир) |
| Великий Манчестер    | Солфорд            | Солфорд               | Еклз, Ірлам, Свінтон і Пендлбері та Уорслі (Ланкашир) |
| Великий Манчестер    | Стокпорт           | Стокпорт              | Бредбері і Ромілі, Чідл і Гетлі, Хейзел Гроув і Бремхолл і Марпл (Чешир) |
| Великий Манчестер    | Таймсайд           | немає                 | Дукінфілд, Гайд, Лонгдендейл, Сталібридж (Чешир); Ештон-андер-Лайн, Оденшоу, Дентон, Дройлсден, Мосслі (Ланкашир) |
| Великий Манчестер    | Траффорд           | немає                 | Altrincham, Bowdon, Hale, Sale, part of Bucklow Rural District (Cheshire); Stretford, Urmston (Lancashire) |
| Великий Манчестер    | Віган              | Віган                 | Абрам, Ештон-ін-Макерфілд (більшість), Аспулл, міський округ Атертон, Біллінге-і-Вінстенлі (частково), Голборн (частково), Хіндлі, Інс-ін-Макерфілд, муніципальний район Лей, Оррелл, Стендіш-з- Лангтрі, міський округ Тілдеслі, частина сільського округу Віган (Ланкашир) |
| Мерсісайд            | Ноуслі             | немає                 | Гайтон-із-Робі, Кіркбі, Прескот, Саймонсвуд, частина сільського округу Вістон (Ланкашир) |
| Мерсісайд            | Ліверпуль          | Ліверпуль             | немає |
| Мерсісайд            | Сент-Хеленс        | Сент-Хеленс           | Ештон-ін-Макерфілд (частина), Біллінге-енд-Вінстенлі (частина) Гейдок, Ньютон-ле-Віллоус, Рейнфорд, частина сільського округу Вістон (Ланкашир) |
| Мерсісайд            | Сефтон             | Бутл, Саутпорт        | Кросбі, Формбі, Літерленд, частина сільського округу Західний Ланкашир (Ланкашир) |
| Мерсісайд            | Віррал             | Беркенгед, Wallasey   | Бебінґтон, Хойлейк, Віррал (Чешир) |
| Південний Йоркшир    | Барнслі            | Барнслі               | Кадворт, Дарфілд, Хойленд Нетер, Пеністон, Ройстон, Вомбвелл, Ворсбро; Сільський округ Пеністон, частина сільського округу Гемсворт; частина сільського округу Вортлі (Вест-Райдинг)                                                                                         |
| Південний Йоркшир    | Донкастер          | Донкастер             | Адвік стріт, Бентлі віз Арксі, Конісбро, Мексборо, Тікхілл (Вест Райдінг), Фіннінглі (Ноттінгемшир) |
| Південний Йоркшир    | Шеффілд            | Шеффілд               | Стоксбрідж, частина сільського округу Вортлі (Вест-Райдинг) |
| Південний Йоркшир    | Ротергем           | Ротергем              | Малтбі, Роумарш, Свінтон, Уот-апон-Дірн; Kiveton Park Rural District, Ротергем (Вест-Райдинг) |
| Тайн-енд-Вір         | Ньюкасл-апон-Тайн  | Ньюкасл-апон-Тайн     | Госфорт, Ньюберн, частина сільського округу Касл Ворд (Нортумберленд) |
| Тайн-енд-Вір         | Північний Тайнсайд | Тайнмут               | Волсенд, частина затоки Вітлі, Лонгбентон, частина долини Сітон (Нортумберленд) |
| Тайн-енд-Вір         | Гейтсхед           | Гейтсхед              | Блейдон, Фелінг, Райтон і Вікхем, частина сільського округу Честер-ле-Стріт (Дарем) |
| Тайн-енд-Вір         | Південний Тайнсайд | Саут-Шилдс            | Джарроу, Болдон, Геббурн (Дарем) |
| Тайн-енд-Вір         | Сандерленд         | Сандерленд            | Геттон, Хоутон-ле-Спрінг, Вашингтон, частина сільського округу Ізінгтон, частина сільського округу Честер-ле-Стріт (Дарем) |
| Західний Мідленд     | Бірмінгем          | Бірмінгем             | Саттон-Колдфілд (Warwickshire) |
| Західний Мідленд     | Ковентрі           | Ковентрі              | Аллеслі та Кереслі з сільського округу Меріден (Ворікшир) |
| Західний Мідленд     | Дадлі              | Дадлі                 | Гейлсоуен та Стаурбридж (Worcestershire) |
| Західний Мідленд     | Сендвелл           | Уорлі і Вест-Бромвіч  | немає |
| Західний Мідленд     | Соліхалл           | Соліхалл              | багато парафій із сільського округу Меріден і Хоклі Хіт із Сільського округу Стратфорд-он-Ейвон (Ворікшир) |
| Західний Мідленд     | Волсолл            | Волсолл               | Олдрідж-Браунхіллс (Стаффордшир) |
| Західний Мідленд     | Вулвергемптон      | Вулвергемптон         | немає |
| Західний Йоркшир     | Бредфорд           | Бредфорд              | Бейлдон, Бінглі, Денхолм, Ілклі, Кейлі, Квінсбері та Шелф (частина), Шиплі, Сілсден; частина сільського округу Скіптон (Вест-Райдинг) |
| Західний Йоркшир     | Калдердейл         | Галіфакс              | Бригхаус, Елланд, Гебден Ройд, Квінсбері та Шелф (частина), Ріппонден, міст Совербі, Тодморден, сільський округ Гептон (Вест-Райдинг) |
| Західний Йоркшир     | Кіркліс            | Дьюсбері, Гаддерсфілд | Бетлі, Колн-Веллі, Денбі-Дейл, Гекмондвік, Холмфірт, Кіркбертон, Мелтам, Мірфілд, Спенсборо (Вест-Райдинг) |
| Західний Йоркшир     | Лідс               | Лідс                  | Ейрборо, Гарфорт, Хорсфорт, Морлі, Отлі, Падсі, Ротвелл; частина сільського округу Тадкастер, частина сільського округу Уетербі, частина сільського округу Варфедейл (Вест-Райдинг)                                                                                          |
| Західний Йоркшир     | Вейкфілд           | Вейкфілд              | Каслфорд, Фезерстоун, Гемсворт, Хорбері, Ноттінглі, Нормантон, Оссетт, Понтефракт, Стенлі; Вейкфілдський сільський округ, частина сільського округу Гемсворт, частина сільського округу Осголдкросс (Вест-Райдинг)                                                           |

#### Неметропольні графства
| Неметропольне графство | Існуючий географічний округ або підрозділ | Райони графств                     | Інші частини |
| ---------------------- | ----------------------------------------- | ---------------------------------- | --- |
| Ейвон                  | Глостершир                                | Бристоль                           | південна частина |
| Ейвон                  | Сомерсет                                  | Бат                                | північна частина (включаючи Вестон-сьюпер-Мер) |
| Бедфордшир             | Бедфордшир                                | Лутон                              | всі |
| Беркшир                | Беркшир                                   | Редінг                             | усі, крім Долини Білого Коня та Дідкот, зараз у Оксфордшир                                                                                             |
| Беркшир                | Бакінгемшир                               | немає                              | південний край (в т.ч Слау) |
| Бакінгемшир            | Бакінгемшир                               | немає                              | все, крім південного краю (включаючи Слау), зараз у Беркширі                                                                                           |
| Кембриджшир            | Cambridgeshire and Isle of Ely            | немає                              | всі |
| Кембриджшир            | Huntingdon and Peterborough               | немає                              | всі |
| Чешир                  | Чешир                                     | Чешир                              | усі, крім сільського округу Тінтвісл (до Дербішир), північно-східної міської території (до Великого Манчестера), півострова Віррал (до Мерсісайду)     |
| Чешир                  | Ланкашир                                  | Воррінгтон                         | середня південна частина, включаючи Віднес |
| Клівленд               | Дарем                                     | Гартлпул                           | Стоктонський сільський округ |
| Клівленд               | Yorkshire, North Riding                   | Teesside                           | Редкар і Клівленд |
| Корнуолл               | Корнуолл                                  | немає                              | всі |
| Камбрія                | Камберленд                                | Карлайл                            | всі |
| Камбрія                | Вестморленд                               | немає                              | всі |
| Камбрія                | Ланкашир                                  | Барроу-ін-Фернесс                  | Північний Лонсдейл |
| Камбрія                | Йоркшир, Вест-Райдинг                     | немає                              | Седбергський сільський округ |
| Дербішир               | Дербішир                                  | Дербі                              | всі |
| Дербішир               | Чешир                                     | немає                              | Tintwistle Rural District |
| Девон                  | Девон                                     | Ексетер, Плімут, Торбей            | all |
| Дорсет                 | Дорсет                                    | немає                              | всі |
| Дорсет                 | Гемпшир                                   | Борнмут                            | територія навколо Крайстчерч |
| Дарем                  | Дарем                                     | Дарлінгтон                         | усі, крім міського північного сходу (до Тайн-енд-Вір) і Стоктонського сільського округу (до Клівленда)                                                 |
| Дарем                  | Йоркшир, Норт-Райдинг                     | немає                              | Стартовий сільський округ |
| Східний Сассекс        | Східний Сассекс                           | Брайтон, Істборн, Гастінгс         | все, крім смуги Середнього Суссекса (до Західний Сассекс)                                                                                              |
| Ессекс                 | Ессекс                                    | Саутенд-он-Сі                      | все |
| Глостершир             | Глостершир                                | Глостер                            | всі, крім південної частини (до Ейвон) |
| Гемпшир                | Гемпшир                                   | Портсмут, Саутгемптон              | все, крім частини навколо Крайстчерч (дo Дорсет) |
| Hereford and Worcester | Герефордшир                               | немає                              | всі |
| Hereford and Worcester | Вустершир                                 | Вустер                             | всі, крім Стаурбридж та Гейлсоуен (дo Західний Мідленд)                                                                                                |
| Гартфордшир            | Гартфордшир                               | немає                              | всі |
| Humberside             | Ліндсі                                    | Грімсбі                            | північна смуга включноСканторп і Кліторпс |
| Humberside             | Східний Йоркширський Райдінг              | Кінгстон-апон-Галл                 | всі, крім північної околиці |
| Humberside             | Йоркшир, Вест-Райдинг                     | немає                              | Гуль і Гульський сільський округ |
| Острів Вайт            | Острів Вайт                               | немає                              | всі |
| Кент                   | Кент                                      | Кентербері                         | всі |
| Ланкашир               | Ланкашир                                  | Блекберн, Блекпул, Бернлі, Престон | лише центральна частина (пд. сх. до Великий Манчестер, південно-західна частина до Мерсісайд, середини півдня до Чешир, Північний Лонсдейл до Камбрія) |
| Ланкашир               | Йоркшир, Вест-Райдинг                     | немає                              | області, включаючи Ербі та Барнольдсвік |
| Лестершир              | Лестершир                                 | Лестер                             | всі |
| Лестершир              | Ратленд                                   | немає                              | всі |
| Лінкольншир            | Лінкольншир, частина Голландії            | немає                              | всі |
| Лінкольншир            | Лінкольншир, частина Ліндсі               | Лінкольн                           | всі, крім північної смуги, включаючи Сканторп і Кліторпс                                                                                               |
| Лінкольншир            | Лінкольншир, частини Кестевена            | немає                              | |
| Норфолк                | Норфолк                                   | Норвіч                             | всі |
| Норфолк                | Східний Саффолк                           | немає                              | частина сільського округу Лотінгленд біля Грейт-Ярмута                                                                                                 |
| Північний Йоркшир      | Північний Райдинг Йоркширу                | Йорк                               | всі, крім Редкар і Клівленд (до Клівленда) та сільського округу Стартфорт (до Дарем)                                                                   |
| Північний Йоркшир      | Yorkshire, West Riding                    | Йорк                               | північна частина включно Гаррогейт,Нерсборо і Селбі, але не Седберг (до Камбрії)                                                                       |
| Північний Йоркшир      | Східний Йоркширський Райдінг              | Йорк                               | північній частині, включаючи Філі |
| Нортгемптоншир         | Нортгемптоншир                            | Нортгемптон                        | всі |
| Нортумберленд          | Нортумберленд                             | немає                              | все, крім міського південного сходу (до Тайн-енд-Вір)                                                                                                  |
| Ноттінгемшир           | Ноттінгемшир                              | Ноттінгем                          | усі, крім Фіннінглі (доПівденний Йоркшир) |
| Оксфордшир             | Оксфордшир                                | Оксфорд                            | всі |
| Оксфордшир             | Беркшир                                   | немає                              | Долина білого коня і Дідкот |
| Шропшир (Shropshire)   | Шропшир                                   | немає                              | всі |
| Сомерсет               | Сомерсет                                  | немає                              | всі, крім північної частини (включаючи Вестон-сьюпер-Мер)                                                                                              |
| Стаффордшир            | Стаффордшир                               | Burton upon Trent, Stoke-on-Trent  | всі, крім Aldridge-Brownhills |
| Саффолк                | Східний Саффолк                           | Іпсвіч                             | все, окрім частини північно-східного Саффолку біля Грейт-Ярмута до Норфолк                                                                             |
| Саффолк                | Західний Саффолк                          | немає                              | все |
| Суррей                 | Суррей                                    | немає                              | всі, крім Лондон-Гатвік |
| Ворикшир               | Ворикшир                                  | немає                              | всі, крім Саттон-Колдфілд і Меріден-Геп (до Вест-Мідлендс)                                                                                             |
| Західний Сассекс       | Західний Сассекс                          | немає                              | всі, |
| Західний Сассекс       | Східний Сассекс                           | немає                              | західна смуга |
| Вілтшир                | Вілтшир                                   | немає                              | всі |

#### Неметропольні округи
Список округів, що є неметропольними, можна знайти на сторінці Список англійських районів. У квітні 1972 року Комісія з визначення меж місцевого самоврядування спочатку запропонувала 278 округів, що не є метрополією (досі працює з межами округів, які містяться в законопроекті). Ще вісімнадцять округів були додані в остаточних пропозиціях від листопада 1972 року, які потім були впорядковані.
Поділи були наступні (в більшості випадків поділ не був точним, і в цей час відбулося багато інших змін кордонів районів)
- Девон: Торрідж / Північний Девон
- Дорсет : Веймут і Портленд / Пурбек, Північний Дорсет / Східний Дорсет
- Дарем : Wear Valley / Teesdale
- Герефорд і Вустер : Герефорд / Південний Херефордшир / Леомінстер
- Humberside: Holderness / North Wolds
- Острів Уайт: Південний Уайт / Медіна
- Ланкашир: Хайндберн / Росендейл
- Лестершир : Ратленд / Мелтон, Харборо / Одбі та Вігстон
- Лінкольншир: Бостон / Південна Голландія
- Нортгемптоншир: Давентрі / Південний Нортгемптоншир
- Нортумберленд : Бервік-апон-Твід / Алнвік
- Шропшир : Освестрі / Північний Шропшир, Бріджнорт / Південний Шропшир
- Сомерсет: Тонтон Дін / Західний Сомерсет
- Саффолк: Форест Хіт

Новий район у Саффолку виник через рішення залишити Ньюмаркет у Саффолку; який інакше став би частиною району Східний Кембриджшир.

#### Острови Сіллі
Розділ 265 Закону дозволив продовжити дію заходів місцевого самоврядування на островах Сіллі. Сільська окружна рада островів Сіллі стала Радою островів Сіллі, і певні послуги продовжувала надавати Рада округу Корнуолл, як це передбачено розпорядженням державного секретаря, хоча технічно острови не входили до Корнуолла до чи після 1974 року.

### Уельс

#### Нові графства
| Нові графства       | Існуючий географічний округ | Райони графства | Інші частини                                                 |
| ------------------- | --------------------------- | --------------- | ------------------------------------------------------------ |
| Клавід              | Флінтшир                    | немає           | все                                                          |
| Клавід              | Денбігшир                   | немає           | всі, крім Лланрвста та області                               |
| Клавід              | Меріонетшир                 | немає           | Едейрніонський сільський округ                               |
| Dyfed               | Кардиганшир                 | немає           | все                                                          |
| Dyfed               | Кармартеншир                | немає           | все                                                          |
| Dyfed               | Пембрукшир                  | немає           | все                                                          |
| Гвент               | Монмутшир                   | Ньюпорт         | крім частин у Середньому Гламоргані та Південному Гламоргані |
| Гвент               | Бреконшир                   | немає           | Брінмаур і Лланеллі                                          |
| Гвінед              | Англсі                      | немає           | все                                                          |
| Гвінед              | Карнарвоншир                | немає           | все                                                          |
| Гвінед              | Меріонетшир                 | немає           | усі, крім сільського округу Едейрніон                        |
| Гвінед              | Денбігшир                   | немає           | Лланрвст і область                                           |
| Мід Гламорган       | Гламорган                   | Мертір Тідфіл   | Aberdare, Bridgend, Caerphilly, Pontypridd, Rhondda тощо.    |
| Мід Гламорган       | Бреконшир                   | немає           | Пендерін і Вейнор                                            |
| Мід Гламорган       | Монмутшир                   | немає           | Bedwas and Machen, Rhymney, частина Bedwellty                |
| Повіс               | Монтгомерішир               | немає           | все                                                          |
| Повіс               | Радноршир                   | немає           | все                                                          |
| Повіс               | Бреконшир                   | немає           | усі, крім частин Гвента та Мід Гламоргана                    |
| Південний Гламорган | Гламорган                   | Кардіфф         | Баррі, Каубрідж, Пенарт                                      |
| Південний Гламорган | Монмутшир                   | немає           | Сент-Меллонс                                                 |
| Західний Гламорган  | Гламорган                   | Свонсі          | Glyncorrwg, Neath, Llwchwr, Port Talbot                      |

#### Нові округи
| Новий округ         | Райони (створені в 1974 р.)                                      |
| ------------------- | ---------------------------------------------------------------- |
| Клавід              | Колвін Рудлан Glyndŵr Делін Алін і Дісайд Рексем Мейлор          |
| Dyfed               | Кередигіон Кармартен Dinefwr Лланеллі Пресели Південний Пембрук  |
| Гвент               | Бленау Гвент Ісвін Монмут Ньюпорт Торфаен                        |
| Гвінед              | Аберконві Афрон Двіфор Meirionnydd Англсі                        |
| Мід Гламорган       | Кінонська долина Мертір Тідфіл Ogwr Рондда Долина Рімні Тафф-Елі |
| Повіс               | Брекнок Монтгомерішир Реднор                                     |
| Південний Гламорган | Кардіфф Долина Гламорган                                         |
| Західний Гламорган  | Ллівська долина Ніт Порт-Толбот Свонсі                           |

### Мапа
| Англія |
| 1. Нортумберленд 2. Тайн і Вір † 3. Графство Дарем 4. Клівленд 5. Північний Йоркшир 6. Камбрія 7. Ланкашир 8. Мерсісайд † 9. Великий Манчестер † 10. Західний Йоркшир † 11. Південний Йоркшир † 12. Хамберсайд 13. Лінкольншир 14. Ноттінгемшир 15. Дербішир 16. Чешир 17. Шропшир 18. Стаффордшир 19. Західний Мідлендс † 20. Ворікшир 21. Лестершир 22. Нортгемптоншир 23. Кембриджшир 24. Норфолк 25. Саффолк 26. Ессекс 27. Хартфордшир 28. Бедфордшир 29. Бакінгемшир 30. Оксфордшир 31. Глостершир 32. Герефорд і Вустер 33. Ейвон 34. Вілтшир 35. Беркшир 36. Великий Лондон * 37. Кент 38. Східний Сассекс 39. Західний Сассекс 40. Суррей 41. Гемпшир 42. Острів Вайт 43. Дорсет 44. Сомерсет 45. Девон 46. Корнуолл |
| Уельс |
| 1. Гвент 2. Південний Гламорган 3. Середній Гламорган 4. Західний Гламорган 5. Дайфед 6. Повіс 7. Гвінед 8. Клуїд |
| † Метропольне графство «адміністративна територія», створена в попередньому законодавстві |

## Вибори
Вибори до нової влади проходили в три різні четверги 1973 року. Кожен новий округ і округ поділялися на виборчі округи, відомі як округи в округах. Для окружних рад кожна виборча дільниця обирала одного члена; для столичних районних рад кожен округ обирав трьох членів; а округи в округах, що не є метрополією, могли обирати різну кількість членів. Не було достатньо часу, щоб провести повний контроль, тому була застосована тимчасова система: у деяких повітових радах виборчі округи обирали кількох радників.

## Розподіл функцій
Охорона здоров'я та водопостачання/санітарія були покладені на нові, окремі, невиборні органи влади.
Решта функцій, які раніше виконували місцеві органи влади, були розподілені таким чином:
| Функція місцевого самоврядування        | Метропольні графства | Неметропольні графства |
| --------------------------------------- | -------------------- | ---------------------- |
| Наділи                                  | Райони               | Райони                 |
| Мистецтво та відпочинок                 | Графства та райони   | Графства та райони     |
| – Бібліотеки                            | Райони               | Графства               |
| – Музеї та галереї                      | Графства та райони   | Графства та райони     |
| – Туризм                                | Графства та райони   | Графства та райони     |
| Кладовища та крематорії                 | Райони               | Райони                 |
| Захист прав споживачів                  | Графства             | Графства               |
| Освіта                                  | Райони               | Графства               |
| Гігієна навколишнього середовища        | Райони               | Райони                 |
| – Збір сміття                           | Райони               | Райони                 |
| Пожежна служба                          | Графства             | Графства               |
| Пішохідні доріжки (створити, захистити) | Графства та райони   | Графства та райони     |
| Пішохідні доріжки (утримання, знаки)    | Графства             | Графства               |
| житло                                   | Райони               | Райони                 |
| Ліцензійний збір                        | Райони               | Райони                 |
| Ринки та ярмарки                        | Райони               | Райони                 |
| Планування                              | Графства та райони   | Графства та райони     |
| – Місцеві плани                         | Райони               | Райони                 |
| – Структурні плани                      | Графства             | Графства               |
| - Національні парки                     | Графства             | Графства               |
| Поліція                                 | Графства та райони   | Графства та райони     |
| Збір ставок                             | Райони               | Райони                 |
| Дрібне господарство                     | Графства             | Графства               |
| Суспільні послуги                       | Райони               | Графства               |
| Рух і магістралі                        | Графства та райони   | Графства та райони     |
| - Громадський транспорт                 | Графства             | Графства та райони     |
| – Транспортне планування                | Графства             | Графства               |

## Реакція
Система, встановлена Законом, була предметом певної критики. Однією з основних суперечок була нездатність реформувати фінанси місцевого самоврядування. Втративши посаду на загальних виборах у лютому 1974 року, Грем Пейдж, міністр, який пілотно провів закон через парламент, засудив існуючу систему ставок і грантів. Його наступник на посаді міністра навколишнього середовища Тоні Кросленд заявив, що він перегляне систему ставок, тоді як Асоціація столичних влад домагалася створення королівської комісії для розгляду цього питання.

## Поправка та адаптація
Система, встановлена Законом, не мала тривати. В Англії низка додаткових заходів змінила його. По-перше, окружні ради столичних округів, а також Рада Великого Лондона були скасовані в 1986 році урядом Маргарет Тетчер Актом про місцеве самоврядування 1985 року, фактично відновивши статус округу для столичних районів. По-друге, у 1989 році було оголошено перегляд місцевого самоврядування за межами столичних округів. Реформа місцевого самоврядування в 1990-х роках призвела до створення багатьох нових унітарних органів влади та повного скасування Ейвона, Клівленда, Херефорда, Вустера та Хамберсайду. Такі назви, як Герефордшир та Східний райдинг Йоркширу, знову з’явилися як місцеві органи влади, хоча часто з новими межами. Кілька колишніх округів, таких як Дербі, Лестер і Сток-он-Трент, відновили унітарний статус. Крім того, у 2009 році сформувалася чергова хвиля унітарних органів влади.